# Dorotea (commune)
Cet article concerne la commune suédoise. Pour son chef-lieu, voir Dorotea (Suède). Pour les autres significations, voir Dorotea.
La commune de Dorotea est une commune suédoise du comté de Västerbotten. 2551 personnes y vivent. Son chef-lieu se situe à Dorotea.

## Histoire
Lorsque les premières lois sur le gouvernement local ont été mises en œuvre en Suède en 1863, la paroisse de Dorotea est devenue une municipalité rurale. En 1974, elle a été fusionnée avec la municipalité d'Åsele. En 1980 déjà, elle a été scindée à nouveau pour former une nouvelle municipalité de Dorotea. C'est la troisième municipalité la moins peuplée de Suède. 

## Localité principale
- Dorotea

## Économie
Parmi les industries de la municipalité, on trouve l'un des plus grands fabricants de caravanes de Scandinavie, Polarvagnen, aujourd'hui connu sous le nom de SoliferPolar car il a fusionné avec Solifer. D'autres industries et entreprises connues sont Dorocell, Svenska Tält et S-Karosser.
Ces dernières années, plusieurs sociétés informatiques se sont également installées dans la municipalité. Au début de l'année 2000, la société Spray y était installée, puis elle a déménagé à Sollefteå. La grande maison qui abritait le service d'assistance et d'autres membres du personnel a ensuite été reprise par Datakompisen. 

## Jumelages
La commune de Dorotea est jumelée avec Haljala, en Estonie, depuis 1994.